# Erik McCoy
Erik McCoy (San Antonio, 27 agosto 1997) è un giocatore di football americano statunitense che milita nel ruolo di centro per i New Orleans Saints della National Football League (NFL).

## Carriera universitaria
McCoy al college giocò a football con i Texas A&M Aggies dal 2016 al 2018. Partì come titolare già dalla prima stagione e chiuse la carriera nel college football con 38 gare come partente.

## Carriera professionistica
McCoy fu scelto nel corso del secondo giro (48º assoluto) del Draft NFL 2019 dai New Orleans Saints. Debuttò come professionista partendo come titolare nella gara del primo turno contro gli Houston Texans. La sua prima stagione si chiuse disputando tutte le 16 partite come titolare e venendo inserito nella formazione ideale dei rookie della Pro Football Writers Association. Nel 2023 McCoy fu convocato per il suo primo Pro Bowl al posto dell'infortunato Frank Ragnow. L'anno seguente fu nuovamente convocato al posto di Cam Jurgens, impegnato nel Super Bowl LIX.

## Palmarès
- Convocazioni al Pro Bowl: 2

2023, 2024
- PFWA All-Rookie Team - 2019